# Csillebérc vasútállomás
Csillebérc vasútállomás a Széchenyi-hegyi Gyermekvasút egyik állomása. Nevét a Budapest XII. kerületének Csillebérc városrészéről kapta. 1948-1990 között az Úttörőváros nevet viselte, az állomástól délre elterülő Csillebérci Gyermek- és Ifjúsági Központ miatt.

## Kapcsolódó állomások
A vasútállomáshoz az alábbi állomások vannak a legközelebb:
- Virágvölgy vasútállomás (Hűvösvölgy vasútállomás, Gyermekvasút)
- Normafa megállóhely (Széchenyihegy vasútállomás, Gyermekvasút)

## Megközelítés tömegközlekedéssel
- Autóbusz:  212B, 221